# Schenker Tamás
Schenker Tamás (Budapest, 1948. szeptember 18. – 2024. január 27.) magyar sakkozó, a Budapesti Sakkmúzeum megalapítója.

## Életrajz
Édesapja Schenker András (Tiszabő, 1907 – Budapest, 1962) órás;
édesanyja Schenker Andrásné Farkas Magdolna (Köröstarján, 1920 – Budapest, 2006).
Szülei Kunhegyesen laktak, ahol születése után 18 éves koráig élt.
Általános és középiskolai tanulmányait is fiatalsága kedvenc helyszínén folytatta, ott, ahol későbbi példaképe, Bottlik Iván (1934) sakktörténész is született. 1967-ben érettségizett a Kunhegyesi Gimnáziumban jeles eredménnyel.
A sakkozás kezdő lépéseit barátjától sajátította el 13 éves korában. Könyvek, oktatók nélkül nyert úttörő egyéni és csapatbajnokságot. A város kultúrházában felnőttekkel játszott, akiktől elleste és megszerette későbbi szenvedélyének alapjait. Az első nyomtatásban megjelent versenyeredményeit a Szolnok Megyei Néplap tette közzé.
Kunhegyesen többször vett részt Flórián Tibor (1919-1990) és Lengyel Levente (1933-2018) szimultánjain, amelyek maradandó élményt jelentettek egy vidéki fiú életében. (Lengyel Levente később edzője lett Budapesten.)
Édesapja korán meghalt, édesanyja egyedül nevelte, de ő is és Tamás is a továbbtanulást tartotta fontosnak. 1967-ben Budapestre költözött. Ekkor már fel sem merült, hogy a hivatásos sakkot vagy a polgári pályafutást válassza. Sakkozói pályafutását 1967-től Kluger Gyula (1914-1994) nemzetközi mester segítette, aki az MTK-t ajánlotta. Köberl Ferenc (1916-1974) mester és Lengyel Levente nagymester edzőkre bízta.
1975-ben megnősült, felesége Schenker Tamásné Saly Katalin; házasságukból 1976-ban született András fiuk.
Csapattársai voltak: Pintér József, Waldmann Iván, Székely Péter, Bauer Péter, Borda Lajos.
Lakása közel volt a Városliget sakkozóihoz, Káposztás Miklós (1939-2021) lakásához, aki később barátja és edzője lett.
Szorgalmasan gyűjtötte a sakkozással kapcsolatos különböző tárgyakat, kiadványokat, amely 55 évig tartott, a COVID és a háború az egész sakk világban bénultságot okozott. A hagyományos múzeumok sorsa megpecsételődött.

## Tanulmányai
A sakkozással kapcsolatos relikviák mellett elkezdte gyűjteni saját polgári pályájának diplomáit:
- Villamos üzemmérnöki diploma (1970-1974) Kandó Kálmán Villamosipari Műszaki Főiskola
- Okleveles közgazdász diploma (1979-1984) Közgazdaságtudományi Egyetem

Egyéb képesítései: elektronikai műszerész, mérlegképes könyvelő, termelés tervező, belső ellenőr, mediátor, segéd edző (sakk).
A fent felsorolt ismereteket hasznosítani tudta közel 30 év felszámolói főmunkatársként.
1996-ban saját céget alapított, melyben ügyvezetői feladatokat látott el.

## Szakmai tevékenysége
1969-ben a MEDICOR Rt-nél és a Budapesti Műszaki Egyetem (BME) Oktatástechnikai Tanszékén kezdte.
1973-tól a Finommechanikai Vállalat (FMV) csoport vezetőjeként termelés előkészítéssel, tervezéssel, szervezéssel foglalkozott.
1984-tól a MEDICOR Művek (EKGY) termelési és értékesítési osztályvezető. Később rövid ideig az Elektromedikai Gyár belső ellenőre lett.
1986-tól a Villamos  Automatikai Vállalat (VILATI) pénzügyi -bér és munkaügyi osztályvezető.
1992-tól Pénzintézeti Központ jogutódja a PK-ECONO Kft. felszámoló főmunkatársként, csőd-és felszámolási eljárásokban vett részt felszámolóbiztosként.
1996-ban saját céget alapított - KORREKT- befektetési és Pénzügyi Tanácsadó Kft. néven, melynek ügyvezető igazgatója lett.
Elsőként alapított magyar-román vegyes vállalatot CORECT KFT.  Marosvásárhely székhellyel, amelynek magyarországi ügyvezető igazgatója lett,
erről interjú is jelent meg az Iparos Újság , IPOSZ  lapjában./1992.02.15./  Később ," KORREKT IMPEX" KFT néven bővült a vállalkozás.

## Sakkozói pályafutás
1970. októberétől a munkahelye a MEDICOR Művek. A MEDICOR S.E. sakk szakosztályának vezetője megállapodott Jantsek Antal (1931-1998) az MTK vezetőjével az átigazolásról.
Dilemmája akkor az volt, hogy az oroszlán farka vagy az egér feje legyen, azaz egy nagy csapat végén vagy egy kis üzemi csapat éltáblásaként játsszon.
A Budapesti Sakk Híradó és az egyéni játszma lapok alapján, amelyben megtalálható egyéni, csapatbajnokságokon elért eredményei:
|                      | Partik száma | Nyert | Vesztett | Döntetlen | Elért pontszám |
| Egyéni bajnokságokon | 132          | 48    | 37       | 47        | 82             |
| Csapatbajnokságokon  | 123          | 47    | 29       | 47        | 69             |
| Összesen             | 255          | 95    | 66       | 94        | 151            |

Aktív játékosként a csillagos első osztályú minősítésig jutott el, 1978-ban, legmagasabb élő pontszáma 2100.
Példaképei:
- José Raúl Capablanca[3] (1888-1942)
- Tigran Petroszjá[4]n (1929-1984 )
- Portisch Lajos[5] nagymester

Az óvatos, de biztonságos pozíciós játékstílus híve lett. Megszerezte a sakkedzői képesítését. A Budapesti Sakkszövetség Szervező Bizottság tagjaként segítette Borbély László (1923-2011) munkáját.
A sakkozás mellett szenvedélyesen gyűjtötte a sakkal kapcsolatos tárgyakat. A sakkozást népszerűsítő tevékenységéért 2014-ben a Budapesti Sakkszövetségtől „Budapest Sakkozásért Díj” megnevezésű elismerést kapott Ádám Györggyel (1954-2016) és Waldmann Ivánnal együtt.

## Budapesti Sakkmúzeum[6]
A gyűjtőmunka eredménye lett 2008-ban a Budapesti Sakkmúzeum megalapítása. A Budapest név használatát Tarlós István, a főváros főpolgármestere engedélyezte, így nem jelző, hanem nagy kezdőbetűvel írandó megnevezés.
A Budapesti Sakkmúzeum támogatására 2013-ban létrejött a Budapesti Sakkgyűjtemény és Múzeum Alapítvány, amely saját adószámmal
és bankszámlaszámmal rendelkezik, ezért lehetőség van adományok és támogatás fogadására.
Napjainkban csak olyan múzeumok életképesek, amelyben a modern, interaktív, látványos technika a fiatalok mellett, a sakkozni nem tudó,
a hagyományok iránti érdeklődőket is eléri.
A múzeum méreténél (447 m²) és a gyűjtemény nagyságánál fogva Európa egyik legnagyobb magángyűjteménye lett.
Néhány jellemző tárgy darabszáma:
- sakkfilatéliai világgyűjtemény: 500 000 db
- sakkórák (külföldi, magyar, digitális): 340 db
- bekötött sakk könyvek, folyóirat nélkül: 3800 db
- folyóiratok, buletinek stb. száma külön leltár alapján van nyilvántartva
- irattárak: megszámlálhatatlan dokumentum
- sakk készletek és táblagyűjtemény (fa, porcelán, fém): 416 db
- sakk-számítógép gyűjtemény: 69 db
- aláírás, signed gyűjtemény: hatalmas, megszámlálhatatlan mennyiség. Köztük kiadott és kiadásra váró könyvek kéziratai, neves és névtelen sakkozók visszaemlékezései, sakktörténeti jegyzetek.

A múzeumban található 64 kocka királyai, királynői mellett a sakkozás közkatonáinak relikviái is.
Csak néhány név: Bilek István, Lengyel Levente, Benkő Pál, Lilienthal Andor, Makai Zsuzsa, Krizsán Bilek Edith, Dr. Németh József,
Kapu Jenő, Ivánka Mária, Maróczy Géza relikviái.
Ez utóbbi tiszteletére a múzeum kuratóriuma 2019-ben megalapította a Maróczy 150 díjat (kitüntetést), amelyet azok kaptak, akik érdemben sokat segítettek a gyűjtemény gyarapítása érdekében. Eddig
-2019. Bottlik Iván sakktörténész
-2020. Krizsán Bilek Edith nemzetközi sakkmester
-2022. Jakobetz László sakktörténész
-2023. Dr. Németh József (1936–2018) posztumusz.
Rendszeresen szervezett kiállításokat, programokat. Kiállítások külső helyszíneken:
- 2010. február 6. Rákoshegyi Közösségi Házban Sakk-Matt címmel,
- 2014. június 8-13. Barátok Sakkcsatája kiállítás a Hotel Flamencóban a budapesti Magyarország-Lengyelország sakkverseny emlékére,
- 2019. szeptember 26. Sakktörténeti kiállítás a József Attila Színházban.
- Kiállítások a múzeum épületében:
- 2018. március 5-11. Emlék-kiállítás, „Kunhegyes messze van” címmel, ifj. Földi István tiszteletére a Magyar Sakkszövetségben emlékversennyel egybekötve, ahol a család is részt vett, utána meglátogatták a Budapesti Sakkmúzeumot,
- Maróczy Géza 150. születésének évfordulója alkalmából a Magyar Posta a múzeum megrendelésére alkalmi bélyegzést adott ki és a Magyar Sakkvilág újságban ez alkalomból cikk is jelent meg,
- Budapesti Műcsarnok 2007-ben rendezte meg az „Ember a gépben” című Kempelen kiállítást. A kiállítás megmaradt anyagát állandó kiállításként a Budapesti Sakkmúzeum őrzi.
- "Caissa istennő"- a sakk védőszentje az Olimposzon-látogatása alkalmából kiállítás a múzeumban, dr. Németh József gyűjteményéből.
- „Sakk a túlélés eszköze” – sajnos napjainkban is aktuális – bemutatta a világháborúkban hadifogságban kézzel faragott sakk-készleteket.

Programok szervezése gyermek csoportoknak, a vitrinekben lévő személyiségek családtagjainak, ismerőseinek 15 alkalommal (pl.: Lengyel Béla, Bilek István, Ozsváth András 85 éves a Budapesti Honvéd sakk szakosztályával)
Naplementeversenyek szervezése 2 alkalommal, illetve hozzájárulás a szervezéshez.
A régi női játszótár-sakk rendezvények aktív szervezője, anyagi támogatója volt Krizsán Bilek Edith nemzetközi sakkmesterrel 2012-2023.
A Favorit Étteremben 2012. augusztus 11-én, a Bilek István születésének 80. évfordulójára rendezett megemlékezésen tisztelet-játszmára került sor, Benkő Pál, Portisch Lajos, Forintos Győző és Csom István nagymesterek részvételével. Dr. Liptay László volt a csapatkapitány. A fő szponzorok egyike a Budapesti Sakkmúzeum volt és erre az alkalomra is emlékbélyegzőt rendelt a Magyar Postától. A résztvevők egy-egy, Osztopányi Imre fafaragó művész által készített egyedi királyt kaptak – Zrínyi Miklós arcképével -, illetve egy emlékplakettet. Bilek István ekkor kapta meg a posztumusz Caissa Lovagja kitüntetést.

## Cikkei, írásai
Önálló sakkfilatéliai rovatot vezetett a Levelezési Sakkhíradóban.
- A GSM nemzetközi gyűjtői folyóiratban.

A Magyar Sakkvilágban megjelent cikkei:
- Sakkórák Magyarországon.[halott link] Négyesi Györggyel közös cikk. 2009/8. szám
- In memoriam Borbély László (1923-2011). 2011/2. szám
- Jeney László emlékére. Szekeres Tiborral közös cikk, 2011/10. szám

A Kunhegyesi Nagykun Kalendáriumban megjelent cikkei:
- 2012. Sakkmúzeum Budapesten
- 2019. Kunhegyes messze van – megemlékezés ifj. Földi Istvánra (sakktörténeti kiállítással egybekötve)
- 2022. Budapesti Sakkmúzeum, kunhegyesi emlékeim egy sakkozó szemével

Filmforgatás a Budapesti Sakkmúzeumban. Török Ferenc (Balázs Béla-díjas) filmrendező Sakkmesterek című dokumentumfilmjének forgatása 2016-ban. Portisch Lajos nagymester és Krizsán Bilek Edith nemzetközi mester részvételével.
Sokoldalú érdeklődésére jellemző, hogy verseket is írt.
2022-ben Horváth Gyula készített vele interjút az IGÉNYES FÉRFI internetes magazinnak.

## Kiadói munkássága
- Első magyar nyelvű sakk-könyv kiadás – „SÁCH, AVAGY KIRÁLYOS JÁTÉKNAK SZABOTT REND-TARTÁSI” ISBN 978-963-12-3057-4 címmel (2015) (Bottlik Iván, Dr. Horváth László)
- Katalógus - Sakk a bélyegen és emlékbélyegzésen Magyarországon címmel (2018 )
- Sakkóragyártás és forgalmazás Magyarországon (2018) (Négyesi György, Krauss Péter)
- BUDAPESTI SAKKMÚZEUM című színes, fűzött könyv ISBN 978-615-01-4004-9[8], 50 számozott példány, amely eljutott a világ legnagyobb sakk könyvtáraiba.